# Теофан III Јерусалимски
Теофан III Јерусалимски (грч. Πατριάρχης Θεοφάνης; око 1570 — 5. децембар 1644, Цариград, Османско царство) био је патријарх Јерусалима и све Палестине. 

## Биографија
Теофан III Јерусалимски је заједно са патријархом Тимофејем II познат по путу у Руско царство и Пољску за време католичења православне раје од стране Ватикана и Државне заједнице Пољске и Литваније. 24. јуна 1619. одобрио је оснивање Московске патријаршије у саставу Православне цркве и именовао Филарета Никиту Романова за њеног предстојника.

#### Посета у Малорусију
У фебруару 1620. атаман Петар Одинец, по препоруци хетмана, састао се са патријархом јерусалимским Теофаном III Јерусалимским, где је навео позицију Козака. У марту патријарх Феофан III стиже у Малорусију, где су га на граници дочекали Козаки са хетманом на челу. У Густинском летопису пише како су Козаци и хетман с почастима водили јерусалимскога патријарха у Кијев. Тамо је патријарх разговарао са представницима локалног братства и православном свештеницима. Посетио је и чувени Трахтемировски Успењски манастир.
При активној подржки хетмана 15. августа 1620. јерусалимски патријарх је у Кијевско-печерској лаври обновио православну митрополију и православну јерархију, које су биле укињене за време брестовске црквене уније 1596 године.
Дана 6. октобра 1620. у манастиру Богојављења патријарх је посветио игумана Исајла Копинскога у епископа Пшемисла, игумана Кијевско-Михајловкога манастира Јова Борецкога у митрополита Кијевскога, Малетија Смотрицког у Пољскога архиепископа и још пет других епископа (Полоцк, Володимир, Луцк, Пшемисл, Хелмно). Нови свештеници стали су поново у "бој" за православну рају, која је за време Државне заједнице Пољске и Литваније имала мања права него прије. 